# Jonesboro (Arkansas)
Jonesboro è un centro abitato (city) degli Stati Uniti d'America, insieme a Lake City capoluogo della contea di Craighead, nello Stato dell'Arkansas. Nel 2009 la popolazione era di 66.194 abitanti.

## Geografia fisica
Secondo i rilevamenti dello United States Census Bureau, Jonesboro si estende su una superficie di 80 km².

## Infrastrutture e trasporti
La città è servita dall'Aeroporto municipale di Jonesboro, servito solo da voli domestici.

## Cultura
- Arkansas State University